# Taeniophallus persimilis
Taeniophallus persimilis är en ormart som beskrevs av Cope 1869. Taeniophallus persimilis ingår i släktet Taeniophallus och familjen snokar. Inga underarter finns listade i Catalogue of Life.
Denna orm förekommer i östra Brasilien i delstaterna Santa Catarina, Paraná, São Paulo, Rio de Janeiro, Minas Gerais och Espírito Santo. Den lever i bergstrakter från 1200 meter över havet uppåt. Habitatet utgörs av Atlantskogen. Individerna har ödlor och groddjur som föda. Taeniophallus persimilis blir utan svans 31cm lång. Honor lägger ägg.
Skogsröjningar påverkar beståndet negativ. I utbredningsområdet ingår flera skyddszoner. IUCN listar arten som livskraftig (LC).